# Ko Samui
Ko Samui (in lingua thai: เกาะสมุย, trascritto anche Koh Samui; trascrizione IPA: [kɔ̀ʔ samǔj]) è un'isola della Thailandia situata nell'estremità sud-occidentale del Golfo di Thailandia, 35 km a nord-est della città costiera di Surat Thani. È la maggiore delle isole che compongono la città di Ko Samui.

## Storia
Si presume che l'isola fosse abitata già nel VI secolo da comunità di pescatori della penisola malese e della Cina meridionale. Appare in una mappa cinese del 1687 con il nome malese Pulo Cornam. Mentre Ko significa isola in thailandese, il nome Samui potrebbe derivare dal termine malese Saboey, porto sicuro.
Grazie alla rigogliosa vegetazione tropicale in cui è immersa, l'agricoltura è stata insieme alla pesca il maggior mezzo di sostentamento per i primi abitanti dell'isola per diversi secoli. Tuttora Samui esporta ingenti quantità di gomma naturale, cocco ed altri caratteristici frutti tropicali tra i quali spicca il durian, conosciuto da molti nel sudest asiatico come il 're dei frutti'.
Situata a circa 8 ore di barca dalla terraferma, i primi turisti ad arrivare a Samui furono gli hippy negli anni sessanta, che ne fecero una meta privilegiata quando l'isola non aveva strade ed era ancora incontaminata. A quel tempo, per attraversare l'isola si doveva camminare per 15 km nella giungla che ricopre Khao Pom, la montagna di 635 m che domina Samui. Una svolta per il turismo fu la strada costiera asfaltata che collega il porto di Nathon con il nord e l'est dell'isola, costruita nei primi anni settanta facendo saltare con la dinamite una parte della montagna che rendeva il passaggio impraticabile.
Il turismo è diventato oggi il settore trainante di Samui; dopo l'introduzione dei traghetti di linea provenienti da Surat Thani, l'isola si è ampiamente sviluppata e sono state costruite imponenti infrastrutture. Vi sono ora centri commerciali, un aeroporto internazionale e alcuni alberghi a cinque stelle; si trovano anche sistemazioni di ogni tipo, tra cui alcune spartane ed economiche. I principali centri turistici sono l'affollatissima Chaweng nel nord-est e la meno congestionata Lamai ad est. Le spiagge più tranquille si trovano nella costa meridionale. La parte centrale dell'isola è comunque rimasta nella sua forma originale, con la fitta giungla che copre la montagna.
La strada principale si snoda per 51 km attorno alla montagna, soprattutto lungo la costa. Il porto di attracco dei traghetti è Nathon, situata ad ovest, dove si trova la sede dell'amministrazione locale e l'ospedale pubblico. L'inarrestabile sviluppo urbanistico ha determinato un forte impatto ambientale e ha causato frequenti contrasti tra i residenti locali e i turisti ed investitori thailandesi e stranieri.

## Geografia

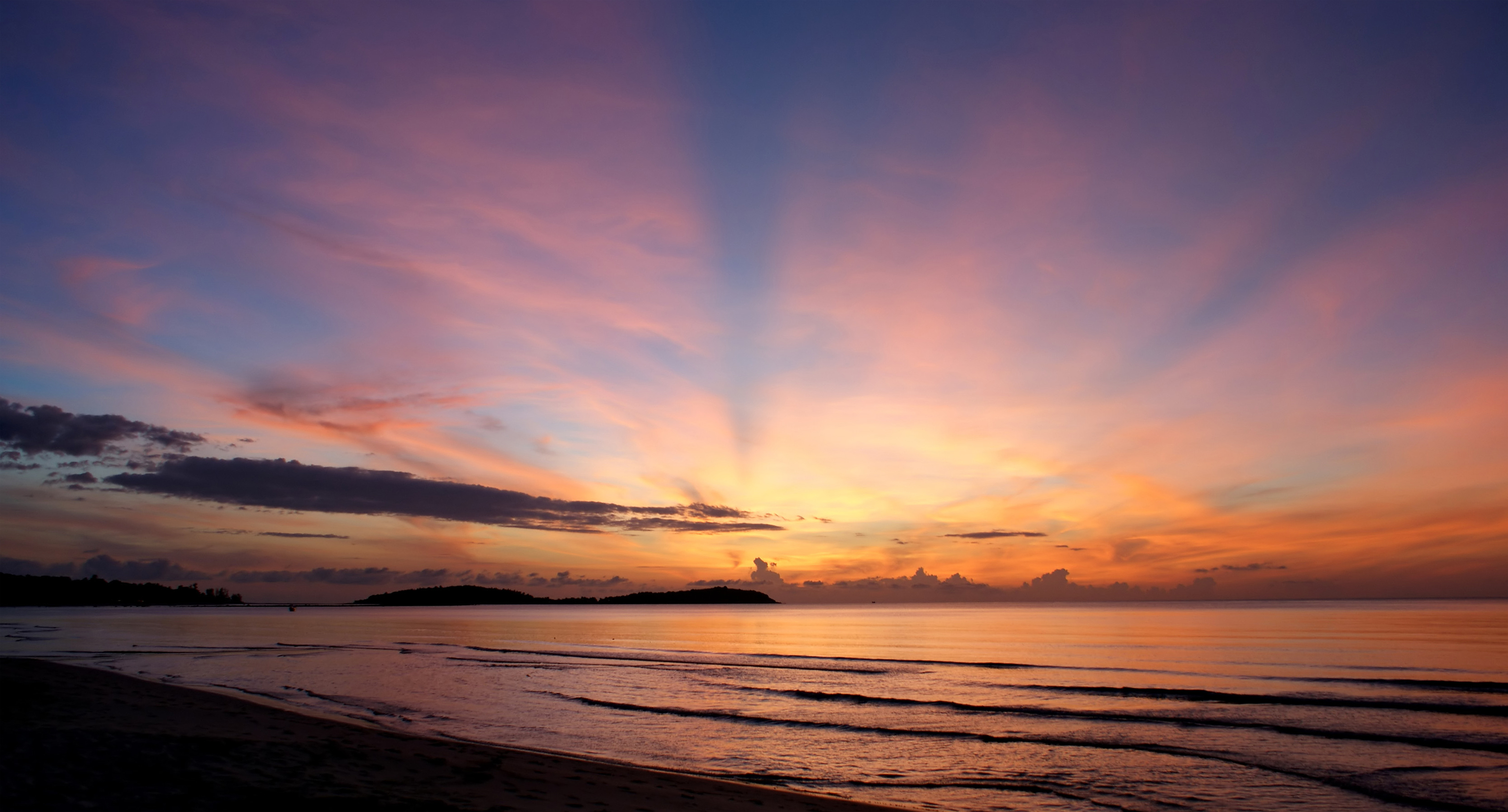
Alba in spiaggia

Ko Samui è la più importante tra le molte isole che compongono l'arcipelago chiamato Mu Ko Samui. Ad ovest dell'isola vi sono altre isole minori e scarsamente sviluppate che formano il parco nazionale marino di Mu Ko Ang Thong, un piccolo arcipelago che fa parte di quello più grande di Samui. Chaweng e Lamai sono tra le spiagge più famose di tutta la Thailandia.

## Clima
Secondo la classificazione dei climi di Köppen, Ko Samui ha un clima monsonico. La media delle temperature massime mensili varia dai 29 gradi di gennaio ai 32,6 di maggio. La media delle minime mensili varia dai 23,9 di dicembre ai 26,1 di aprile. Le maggiori precipitazioni si hanno nel mese di novembre, nella chiusura della "stagione delle piogge", con una media mensile di 489,6 mm, mentre il mese più asciutto è febbraio, con una media di 57,8 mm.

## Amministrazione
L'isola copre la maggior parte della superficie del Distretto (amphoe) di Ko Samui, di cui fanno parte anche le isole del parco nazionale di Ang Thong ed altri isolotti minori. Il territorio del distretto coincide con quello dalla città di Ko Samui. L'altro distretto insulare della Provincia di Surat Thani è quello della vicina Ko Pha Ngan, situata più a nord. Il distretto di Samui comprende i seguenti sottodistretti (tambon).
| 1. Ang Thong 2. Lipa Noi 3. Taling Ngam 4. Na Mueang 5. Maret 6. Bo Phut 7. Mae Nam | Mappa dei tambon |